# Бона Бурбон
Бона од Бурбона (1341 — 19. јануар 1402) била је грофица од Савоје у браку са грофом Амадеом VI Савојским. Служила је као намесница Савоје током одсуства свог супружника од 1366. до 1367. године, са сином 1383. године и коначно за време малолетства њеног унука Амадеа VIII, војводе од Савоје, 1391-1395. године.

## Биографија
Бона је била ћерка Петра I, војводе од Бурбона, и Изабеле од Валоа. Била је верена за Амадеа VI, грофа од Савоје у оквиру Париског уговора (1355. године), који је укључивао мираз од три хиљаде флорина годишње. Удала се за грофа Амадеа VI у септембру 1355. године, у Паризу. Одмах након њиховог венчања, њен муж је морао да се врати у своју војску, још увек ангажовану у Стогодишњем рату.

### Прво намесништво
Године 1366, када је њен муж отишао у крсташки рат у Бугарску, именовао ју је за намесницу Савоје за време његовог одсуства, да би је саветовао његов савет. Године 1367. умире Џејмс, господар Пијемонта, Амадеов рођак. Постојао је спор око његовог наследства између његовог најстаријег сина Филипа и његове удовице Маргарете од Божеа, која је заступала интересе својих младих синова, Амадеа и Луја. Грофица Бона, која је деловао као намесница, требало је да посредује како не би дошло до отвореног рата. Она није могла да реши спор, па је Филип морао да оде код грофа Амадеа VI у Венецију да покуша да нађе решење.
Веома је уживала у алпским планинским језерима Савоје и трудила се да замкови у којима је боравила имају добар поглед на њих. Године 1371. надгледала је градњу замка у Рипају, настојећи да изгради властелинство које би лакше могло да прими већи грофов двор. Нови замак је имао велике прозоре са погледом на Женевско језеро. Била је велики покровитељ музике, и била је позната по својој вештини на харфи.
У јулу 1382. године, средства су била на измаку за ратове њеног мужа у Италији, па је она продала део свог накита за више од 400 флорина како би му помогла да се поново опреми.

### Друго намесништво
Године 1383, када је њен муж, гроф Амадео VI, умро, он је оставио тестамент којим је својој жени дао моћ над владом Савоје упркос томе што је њихов син Амадео VII био у раним двадесетим. Уз подршку Савета, предвођеног Лујем де Косонејем и састављеним од неколико њених савезника, као што је Отон де Унук, Бона је управљала Савојом у име свог сина. Према Максу Брушеу, један од страхова Савета тих дана био је све већи утицај француских принчева на Савоју: војвода од Берија је удао своју ћерку за грофа Амадеа VII, а његов унук Амадео VIII ће једног дана владати Савојом. Млади АмадеоVIII је такође био верен за Марију, ћерку Филипа II, војводе од Бургундије. Оба принца су била млађа браћа Шарла V, краља Француске, а сада су били намесници сво, синовцу, краљу Шарлу VI.

### Треће намесништво
Када је гроф Амадео VII умро од тетануса 1391. године, његова мајка, грофица Бона је постала намесница. Њен утицај на Савоју дошао је до краја када је лекар грофа Амадеа VII (који се сматра да је одговоран за грофову смрт) оптужио грофицу Бону да је наредила смрт њеног сина 1395. године, Војводе од Берија и Бургундије су такође оптужиле неколико чланова Грофовог већа за саучеснике у убиству и грофица Бона је разрешена намесништва и бриге о свом унуку, новом грофу Амадеу VIII.
Грофица Бона Бурбон Савоја је умрла у замку Макон.

## Деца
Грофица Бона Бурбон и гроф Амадео VI су имали троје деце:
- Ћерка, рођена 1358. године, умрла после неколико недеља;[10]
- Амадео VII Савојски (март 1360[10] – 1. новембар 1391. године). Оженио се Боном од Берија (1365–1435), ћерком војводе Жана од Берија и сестричином Боне од Бурбона.
- Луј Савојски, рођен крајем 1364. године, умро је пре краја године.[11]